# Ігор Грім
«Ігор Гром» (рос. «Игорь Гром») — серія російських коміксів видавництва Bubble Comics, яка виходила з січня 2017 по березень 2021 року. Сценаристом усіх випусків коміксу є білоруський автор Олексій Замський. 
Є продовженням коміксу «Майор Грім», що вийшов в рамках ініціативи Bubble під назвою «Друге дихання», в ході якого старі лінійки коміксів закривалися, і їм на заміну починалися лінійки-продовження. Після закінчення сюжет коміксу був продовжений в новій серії, «Майор Ігор Грім».
Як і в «Майорі Грімі», дії «Ігоря Гріма» відбуваються в Санкт-Петербурзі, Росія. Історія розповідає про Ігоря Гріма, колишнього поліцейського, який, після перебування в психіатричній клініці, продовжив розкривати справи та боротися зі злочинністю, попутно намагаючись справлятися зі своїми психіатричними травмами.
Комікс був тепло сприйнятий оглядачами, хоча ряд авторів рецензій відзначали, що через більший акцент на діалогах, він сприймався не так шалено, як «Майор Грім». Сюжет коміксу розгортається в повільному темпі, що сподобалося не всім читачам, хоча він також був в основному оцінений позитивно. Крім того, оглядачі тепло відгукувалися про малюнок коміксу, особливо про Наталію Заїдову.

## Синопсис
Зовсім недавно він був блискучим детективом і щасливою людиною, але низка трагедій зруйнувала його життя. Втративши близьких і тільки нещодавно залишивши психіатричну лікарню, Ігор Грім починає життя заново — і це буде дуже непросто. Тим більше що на його шляху зустрічаються дуже дивні люди...

### Колекційні видання

#### Тверда обкладинка
- Алексей Замский. Игорь Гром — Книга 1: Находится на реконструкции. — Bubble Comics, Сентябрь 2017. — Т. 1 (№ 1—6) и доп. материалы, твёрдый переплёт. — 224 с. — (Игорь Гром) — ISBN 978-5-9908710-1-4.
- Алексей Замский. Игорь Гром — Книга 2: Голодные духи. — Bubble Comics, Сентябрь 2018. — Т. 2 (№ 7—14) и доп. материалы, твёрдый переплёт. — 230 с. — (Игорь Гром) — ISBN 978-5-9500621-9-3.

#### М'яка обкладинка
- Алексей Замский. Игорь Гром — Книга 1: Находится на реконструкции. — Bubble Comics, Июнь 2018. — Т. 1 (№ 1—6) и доп. материалы. — 198 с. — (Игорь Гром) — ISBN 978-5-9500621-5-5.
- Алексей Замский. Игорь Гром — Книга 2: Голодные духи. — Bubble Comics, Август 2018. — Т. 2 (№ 7—10) и доп. материалы. — 113 с. — (Игорь Гром) — ISBN 978-5-9500622-6-1.
- Алексей Замский. Игорь Гром — Книга 3: Умный Человек. — Bubble Comics, Октябрь 2018. — Т. 3 (№ 11—14) и доп. материалы. — 120 с. — (Игорь Гром) — ISBN 978-5-6041510-4-4.
- Роман Котков. Охота на ведьм. — Bubble Comics, Октябрь 2018. — 206 с. — ISBN 978-5-6041511-0-5.
- Алексей Замский. Игорь Гром — Книга 4: Метод Локи. — Bubble Comics, Май 2019. — Т. 4 (№ 16—21) и доп. материалы. — 172 с. — (Игорь Гром) — ISBN 978-5-6042724-0-4.
- Алексей Замский. Игорь Гром — Книга 5: Повторяй за мной. — Bubble Comics, Сентябрь 2019. — Т. 5 (№ 22—25) и доп. материалы. — 112 с. — (Игорь Гром) — ISBN 978-5-6042724-9-7.
- Алексей Замский. Игорь Гром — Книга 6: Игра в солдатики. — Bubble Comics, Март 2020. — Т. 6 (№ 26—30) и доп. материалы. — 134 с. — (Игорь Гром) — ISBN 978-5-6042725-7-2.
- Алексей Замский. Игорь Гром — Книга 7: Гори-гори ясно. — Bubble Comics, Июль 2020. — Т. 7 (№ 31—34), «Майор Гром: Обещание» и доп. материалы. — 136 с. — (Игорь Гром) — ISBN 978-5-6044312-4-5.
- Алексей Замский. Игорь Гром — Книга 8: Вне закона. — Bubble Comics, Сентябрь 2020. — Т. 8 (№ 35—39) и доп. материалы. — 150 с. — (Игорь Гром) — ISBN 978-5-6044313-6-8.
- Алексей Замский. Игорь Гром — Книга 9: Мёртвая вода. — Bubble Comics, Январь 2021. — Т. 9 (№ 40—44) и доп. материалы. — 186 с. — (Игорь Гром) — ISBN 978-5-6042726-8-8.
- Алексей Замский. Игорь Гром — Книга 10: Чужими глазами. — Bubble Comics, Июнь 2021. — Т. 10 (№ 45—50) и доп. материалы. — 212 с. — (Игорь Гром) — ISBN 978-5-6042726-9-5.